# Hypnum uii
Hypnum uii är en bladmossart som beskrevs av Brotherus och Iishiba 1932. Hypnum uii ingår i släktet flätmossor, och familjen Hypnaceae. Inga underarter finns listade i Catalogue of Life.